# Marco Klauenbösch
Marco Klauenbösch (* 18. Mai 1996) ist ein Schweizer Unihockeyspieler. Er steht beim Nationalliga-A-Vertreter UHC Uster unter Vertrag.

## Karriere

### Verein
Klauenbösch begann seine Karriere beim UHC Dietlikon, wechselte aber später in den Nachwuchs der Kloten-Bülach Jets. Bei den Jets spielte er bis zum Sommer 2013 in der U18-Mannschaft.

#### UHC Uster
Im Sommer nahm in der UHC Uster in der ersten Mannschaft auf. In seiner ersten Saison absolvierte er fünf Partien und lieferte dabei einen Assist. In seiner zweiten Saison gehörte er zum Stamm der ersten Mannschaft und kam insgesamt auf 22 Einsätze in der nationalen Meisterschaft. In der darauffolgenden Saison musste er mit dem UHC Uster in den Playouts gegen den UHC Waldkirch-St. Gallen antreten.

#### HC Rychenberg Winterthur
Am 8. Februar 2016 gab der HC Rychenberg Winterthur den Transfer des Verteidigers bekannt. Klauenbösch unterschrieb einen Vertrag mit einer Laufzeit über ein Jahr mit einer Option auf eine weitere Saison. Mit dem HCR nahm er am Cupfinal gegen den Grasshopper Club Zürich teil, welcher nach einer Führung verloren ging.

#### UHC Uster
Im März 2017 verkündete der UHC Uster die Rückkehr von Klauenbösch.

### Nationalmannschaft
2012 debütierte Klauenbösch für die U19-Nationalmannschaft bei zwei Testspielen gegen Lettland. Ein Jahr später stand er bei der Euro Floorball Tour drei Mal auf dem Feld. 2015 spielte er mit der Schweizer U19-Nationalmannschaft an der Weltmeisterschaft in Schweden, bei welcher er sich mit der Schweiz bis in den Final spielte. Der Final ging deutlich gegen die finnische Auswahl ging mit 13:3 verloren.